# × Amarygia
× Amarygia là một chi thực vật lai ghép nhân tạo giữa các loài thuộc chi Amaryllis và Brunsvigia.

## Mô tả
Hoa của các loài thuộc chi này có đặc điểm giống với các loài thuộc chi Amaryllis hơn là so với chi Brunsvigia.

## Lịch sử
Theo nhà thực vật học Max Bourke, việc lai giống giữa hai chi này được John Bidwell thực hiện sớm nhất, nhưng không được mô tả chính thức. Bourke đề xuất danh pháp cho chi là "× Amarygia," và đặt ra danh pháp loài là "× Amarygia parkeri".

## Phân loại học
Chi này được Raffaele Ciferri và Valerio Giacomini công bố năm 1950.

### Loài
Chi này gồn hai loài:
- × Amarygia bidwillii (Worsley) H.E.Moore (lai ghép giữa Amaryllis belladonna và Brunsvigia orientalis)[5]
- × Amarygia parkeri (W.Watson) H.E.Moore (lai ghép giữa Amaryllis belladonna và Brunsvigia josephiniae)[6]